# ネオロマンス Paradise Cure!
ネオロマンス Paradise Cure!は2003年7月2日-2004年3月24日に放送されたラジオ番組。パーソナリティーは堀内賢雄と三木眞一郎。

## 放送時間
- 文化放送 水曜日 25:30 - 26:00
- ラジオ大阪 木曜日 24:30 - 25:00

## ゲスト
- 2003年7月9日 - 高橋直純
- 2003年7月16日 - 結城比呂
- 2003年7月30日 - 真殿光昭
- 2003年8月6日 - 宮田幸季
- 2003年8月13日 - 岩永哲哉
- 2003年8月20日 - 置鮎龍太郎
- 2003年9月3日 - 谷山紀章
- 2003年9月10日 - 福山潤
- 2003年9月17日 - 小西克幸/神奈延年
- 2003年9月24日 - 伊藤健太郎/井上和彦
- 2003年10月8日・15日 - 立木文彦/森川智之
- 2003年10月22日 - 保志総一朗
- 2003年10月29日 - 石川英郎
- 2003年11月5日 - 石井康嗣
- 2003年11月12日 - 成田剣
- 2003年11月19日 - 森田成一
- 2003年11月26日 - 杉田智和
- 2003年12月3日 - 浪川大輔
- 2003年12月10日 - 関智一
- 2003年12月17日 - 岸尾大輔
- 2003年12月24日 - 速水奨
- 2004年1月7日 - 関俊彦
- 2004年1月14日 - 中原茂
- 2004年1月21日 - 田中秀幸
- 2004年1月28日 - 飯塚昌明
- 2004年2月11日 - 私市淳
- 2004年2月18日 - 太田真一郎
- 2004年2月25日 - 谷山紀章/伊藤健太郎
- 2004年3月3日 - 結城比呂/岩田光央
- 2004年3月10日・17日 - 森田成一/岸尾大輔
- 2004年3月24日 - 置鮎龍太郎

## コーナー
ゲスト宛て
ゲストへのお便りを募集
教えて!●●さん
『金色のコルダ』についてなんでも聞きたいことを募集し、コルダ出演声優が答えた。ゲームに関すること、ゲーム音声収録時のエピソードが中心。
フツオタ（普通のお便り）
リスナーの身の回りの面白かったこと、印象的なエピソードなどを募集。
リクエスト
『遙か』『アンジェ』のリクエスト曲を紹介するコーナー。
A or B?
リスナーが悩んでいること、決めかねていることに対してパーソナリティ2人が解決策を出し、どちらの策が良いかディベートした。最終的に解決策を決めるためEメールで投票を集めた。
ダ・ヴィンチの庭
パーソナリティとゲストが1枚の絵を仕上げるコーナー。絵にしてもらいたいテーマを募集し、1ヶ月で1枚の絵が完成するように計画した。作成中の絵の途中経過と完成品はホームページで見られるようにしていた。
聞き出せバンバン!
堀内、三木に質問したいことを募集。募集内容に対しては毎回のゲストが読み上げてパーソナリティ2人に質問していた。